# Association Sportive de la Jeunesse d'Esch
Jeunesse Esch (em francês: Association Sportive de la Jeunesse d'Esch) é um clube de futebol situado na cidade de Esch-sur-Alzette, em Luxemburgo. Suas cores principais são o preto e o branco. Atualmente disputa a Nationaldivisioun (Primeira Divisão).

## História
O clube foi formado em 1907 como Jeunesse la Frontière d'Esch, por ter sido fundado na fronteira com a França.
Com a Segunda Guerra Mundial, Luxemburgo foi tomado por tropas nazistas e o clube foi forçada a trocar seu nome para SV Schwarz-Weiß 07 Esch. Porém, com a libertação do país ddas tropas de Adolf Hitler, o time recuperou a nomenclatura original.
Atualmente, o Jeunesse Esch é o clube mais popular de Luxemburgo, tendo conquistado 28 Campeonatos Nacionais e por doze vezes conquistou a Copa de Luxemburgo.

## Títulos e Campanhas Históricas
- Primeira Divisão

Campeão (28): 1920-21, 1936-37, 1950-51, 1953-54, 1957-58, 1958-59, 1959-60, 1962-63, 1966-67, 1967-68, 1969-70, 1972-73, 1973-74, 1974-75, 1975-76, 1976-77, 1979-80, 1982-83, 1984-85, 1986-87, 1987-88, 1994-95, 1995-96, 1996-97, 1997-98, 1998-99, 2003-04, 2009-10
 
Vice (12): 1914-15, 1935-36, 1937-38, 1952-53, 1956-57, 1960-61, 1968-69, 1977-78, 1985-86, 1988-89, 1990-91, 2005-06
- Copa de Luxemburgo

Campeão (12): 1934-35, 1936-37, 1945-46, 1953-54, 1972-73, 1973-74, 1975-76, 1980-81, 1987-88, 1996-97, 1998-99, 1999-00

Vice (11): 1921-22, 1926-27, 1964-65, 1965-66, 1970-71, 1974-75, 1984-85, 1990-91, 1994-95, 1995-96, 2005-06